# Bertil Ström
Hans Bertil Ström, född 18 augusti 1917 i Malmö, död 11 maj 1993, var en svensk ämbetsman.
Ström, som var son till kamrer Gunnar Ström och Gudrun Meijer, utexaminerades från Chalmers tekniska högskola 1942. Han var verksam på Väg- och vattenbyggnadsstyrelsens brobyrå 1944–1961, överingenjör på dess konstruktionsbyrå 1961–1967, teknisk direktör vid Statens vägverk 1967–1971, överdirektör och chef för Statens väg- och trafikinstitut 1971–1982, generaldirektör där 1982. Han var ledamot av Statens planverks råd för samhällsplanering 1967–1972, Statens trafiksäkerhetsverks planeringsnämnd 1968–1978, Styrelsen för teknisk utvecklings nämnd för transportteknik 1972–1978, Transportforskningsdelegationens expertnämnd för trafiksäkerhet 1971–1977, styrelseledamot i Kungliga Ingenjörsvetenskapsakademiens transportforskningskommission 1966–1983, Nordiska vägtekniska förbundets svenska avdelning 1972–1982, Svenska vägföreningen 1972–1982, Linköpings högskoleregion 1977–1980, Sveriges representant i internationella broföreningen 1962–1968, i internationella kommittén för vägfrågor 1973–1982, OECD:s vägforskningsprograms styrkommitté 1972–1982 och ordförande i Svenska asfaltföreningen 1982–1988. Han invaldes som ledamot av Kungliga Ingenjörsvetenskapsakademien 1973.